# Hado Lyria
Hado Lyria, pseudonimo di Myriam Sumbulovich (Laye, 1940 – Milano, 27 aprile 2022), è stata una traduttrice, pittrice e poetessa spagnola che ha vissuto e lavorato in Italia dal 1958.

## Biografia
Hado Lyria è nata a Laye nel 1940 da madre catalana e padre ebreo sefardita originario di Sarajevo, in Bosnia ed Erzegovina.
Sin da giovane ha studiato pittura negli Stati Uniti e in Italia all'Accademia di Brera.
Ha tradotto in italiano gran parte dei romanzi di scrittori quali Manuel Vázquez Montalbán e Juan Marsé.
Ha tradotto opere di Jorge Luis Borges, Monterroso, Pedro Almodóvar, Madrid, Fernando Savater.
Vinse il Premio Grinzane Cavour di Traduzione nel 2004.